# Aral, Xinjiang
Aral är en stad på subprefekturnivå i Xinjiang i nordvästra Kina. Den ligger omkring 620 kilometer sydväst om regionhuvudstaden Ürümqi. 
Staden har en övervägande hankinesisk befolkning och lyder under Produktions- och konstruktionskåren i Xinjiang.
Staden är belägen vid Tianshan-bergens sydsluttning strax norr om Taklamakanöknen. Orten är en enklav som på alla sidor är omgiven av prefekturen Aksu.
Aral var ursprungligen en liten by med en militärgarnison. 1957 tog Produktions- och konstruktionskåren i Xinjiang över orten och byggde ut den till en stad omgiven av storjordbruk.